# Carmen Vogt-Beheim
Carmen Vogt-Beheim (geboren 19. April 1966) ist eine promovierte deutsche Juristin. Sie ist seit dem 1. Oktober 2021 Richterin am Bundesgerichtshof.
Nach Beendigung ihrer juristischen Ausbildung und Tätigkeiten als wissenschaftliche Mitarbeiterin an der Johann Wolfgang Goethe-Universität Frankfurt am Main sowie als Justitiarin in einem Unternehmen trat sie im Jahr 2000 in den höheren Justizdienst des Landes Hessen ein. Während ihrer Proberichterzeit war sie bei dem Landgericht Frankfurt am Main und dem Verwaltungsgericht Darmstadt eingesetzt. Im Januar 2003 wurde sie zur Richterin am Landgericht ernannt. Sie blieb zunächst im Weg der Abordnung am Verwaltungsgericht Darmstadt tätig, ehe von August 2003 bis Dezember 2005 eine Abordnung als wissenschaftliche Mitarbeiterin an das Bundesverfassungsgericht folgte. Anschließend kehrte sie an das Landgericht Frankfurt am Main zurück und wurde dort im Oktober 2007 zur Vorsitzenden Richterin befördert. Im Mai 2015 wurde sie am Oberlandesgericht Frankfurt am Main zur Richterin am Oberlandesgericht ernannt und von dort aus von Januar 2018 bis Dezember 2020 als wissenschaftliche Mitarbeiterin an den Bundesgerichtshof abgeordnet. Von 2007 bis 2010 war sie darüber hinaus nichtständige und von 2011 bis 2017 ständige Beisitzerin des Hessischen Dienstgerichts für Richter.
Das Präsidium des Bundesgerichtshofs hat sie mit jeweils anteiliger Arbeitskraft dem Kartellsenat, dem XIII. Zivilsenat und dem vorübergehend als Hilfsspruchkörper eingerichteten VIa-Zivilsenat zugewiesen.
Vogt-Beheim ist (seit der 78. Auflage) Mitautorin am Anders/Gehle (vormals Baumbach/Lauterbach), Kommentar zur Zivilprozessordnung.

## Veröffentlichungen
- Flexibilisierung von Umweltstandards, Nomos, 2004, ISBN 978-3-8329-0584-2 (zugl. Diss. Frankfurt/M. 2001)